# Église Saint-Louis-des-Français de Lisbonne
Pour les articles homonymes, voir Église Saint-Louis-des-Français.
L'église Saint-Louis-des-Français de Lisbonne, en portugais igreja de São Luís dos Franceses, est un lieu de culte catholique francophone situé 34 beco de São Luis da Pena à Lisbonne, au Portugal. Propriété de l’État français, c'est une des paroisses des Communautés catholiques francophones dans le monde de la Conférence des évêques de France.

## Histoire
L'église est fondée en 1522 par des marchands français, regroupés en une corporation nationale, la Confrérie du Bienheureux saint Louis. S'y associent notamment des Lyonnais, des Bordelais, des Rouennais, des Nantais et des Marseillais, importateurs de soie et de velours, tissus de laine et draperie, produits de beauté et de luxe, produits manufacturés et même céréales. Lisbonne est alors le port d'entrée de l'empire colonial portugais. L'église est associée à un hôpital, pour secourir malades, pauvres et matelots français dans le besoin.
Au XVIIIe siècle, la corporation des Français à Lisbonne se sépare entre la Nation Française, élément civil, et la Confrérie qui conserve son aspect religieux. L'édifice est très endommagé lors du séisme du 1er novembre 1755 à Lisbonne. En 1766 est construit un nouvel hôpital. Au XIXe siècle, l'église est confiée à la Congrégation de la Mission (Lazaristes). Des peintures de Simao Rodrigues de Azevedo sont installées. Le Père Miel fonde une école de garçons et une de filles. En 1882, un petit orgue est installé par le facteur français Aristide Cavaille-Coll.
L'église est restaurée en 2011 par l’État français, son propriétaire. La communauté travaille en relation avec l'ambassade de France au Portugal et l'Institut français du Portugal,.
De 1994 à 2011, le père Jean Duranton est recteur de Saint-Louis des Français et aumônier de la communauté catholique francophone de Lisbonne. Lui succède de 2011 à 2015 le Père Manuel Durães Barbosa. Il est remplacé par le Père Raymond Mengus , puis par le Père Benoit Jullien de Pommerol à partir avril 2019,. En mai 2022 le Père Hubert de Balorre provenant du Diocèse de Bayeux-Lisieux lui succède.
Les Journées Mondiale de la Jeunesse de 2023, sont l'occasion d'une grande ferveur parmi les pèlerins. L'église de Saint-Louis-des-Français reçoit une affluence record durant cette période. De nombreuses messes et Adorations Eucharistiques sont célébrées pour l'occasion en présence des reliques de Sainte Thérèse de Lisieux dans l'église. 

## Annexe